# Unité urbaine de Chambéry
L'unité urbaine de Chambéry est une unité urbaine française centrée sur les villes d'Aix-les-Bains et Chambéry, préfecture du département de la Savoie, en région Auvergne-Rhône-Alpes.
Par sa population, l'unité urbaine de Chambéry fait partie des grandes agglomérations de la France se situant au 37e rang national.

## Données générales
Dans le zonage réalisé par l'Insee en 2010, l'unité urbaine était composée de trente-cinq communes, à la suite de l'absorbtion de l'unité urbaine d'Aix-les-Bains (9 communes).
Dans le nouveau zonage réalisé en 2020, elle est composée des trente-cinq mêmes communes.
En 2022, avec 200 867 habitants, elle représente la 1re unité urbaine du département de la Savoie et occupe le 5e rang dans la région Auvergne-Rhône-Alpes.
En 2022, sa densité de population s'élève à 613 hab/km2. Par sa superficie, elle ne représente que 5,4 % du territoire départemental mais, par sa population, elle regroupe 45,11 % de la population du département de la Savoie, soit près de la moitié.

Agglomérations de plus de 100000 habitants en France en 2022.

## Composition 2020 de l'unité urbaine
Elle est composée des trente-cinq communes suivantes :
| Nom                   | Code Insee | Département | Statut       | Superficie (km2) | Population (dernière pop. légale) | Densité (hab./km2) | Modifier                                    |
| --------------------- | ---------- | ----------- | ------------ | ---------------- | --------------------------------- | ------------------ | ------------------------------------------- |
| Aix-les-Bains         | 73008      | Savoie      | ville-centre | 12,62            | 32 175 (2022)                     | 2 550              | modifier les données · modifier les données |
| Chambéry              | 73065      | Savoie      | ville-centre | 20,99            | 60 251 (2022)                     | 2 870              | modifier les données · modifier les données |
| Apremont              | 73017      | Savoie      | banlieue     | 17,76            | 968 (2022)                        | 55                 | modifier les données · modifier les données |
| Barberaz              | 73029      | Savoie      | banlieue     | 3,79             | 5 246 (2022)                      | 1 384              | modifier les données · modifier les données |
| Barby                 | 73030      | Savoie      | banlieue     | 2,48             | 3 545 (2022)                      | 1 429              | modifier les données · modifier les données |
| Bassens               | 73031      | Savoie      | banlieue     | 3,11             | 5 118 (2022)                      | 1 646              | modifier les données · modifier les données |
| Bourdeau              | 73050      | Savoie      | banlieue     | 4,83             | 579 (2022)                        | 120                | modifier les données · modifier les données |
| Le Bourget-du-Lac     | 73051      | Savoie      | banlieue     | 20,05            | 5 077 (2022)                      | 253                | modifier les données · modifier les données |
| Brison-Saint-Innocent | 73059      | Savoie      | banlieue     | 8,75             | 2 443 (2022)                      | 279                | modifier les données · modifier les données |
| Challes-les-Eaux      | 73064      | Savoie      | banlieue     | 5,65             | 5 626 (2022)                      | 996                | modifier les données · modifier les données |
| Chignin               | 73084      | Savoie      | banlieue     | 8,32             | 910 (2022)                        | 109                | modifier les données · modifier les données |
| Cognin                | 73087      | Savoie      | banlieue     | 4,48             | 6 729 (2022)                      | 1 502              | modifier les données · modifier les données |
| Drumettaz-Clarafond   | 73103      | Savoie      | banlieue     | 11,38            | 3 016 (2022)                      | 265                | modifier les données · modifier les données |
| Grésy-sur-Aix         | 73128      | Savoie      | banlieue     | 12,73            | 4 633 (2022)                      | 364                | modifier les données · modifier les données |
| Jacob-Bellecombette   | 73137      | Savoie      | banlieue     | 2,47             | 4 340 (2022)                      | 1 757              | modifier les données · modifier les données |
| Méry                  | 73155      | Savoie      | banlieue     | 9,07             | 2 143 (2022)                      | 236                | modifier les données · modifier les données |
| Montagnole            | 73160      | Savoie      | banlieue     | 11,30            | 1 000 (2022)                      | 88                 | modifier les données · modifier les données |
| La Motte-Servolex     | 73179      | Savoie      | banlieue     | 29,85            | 12 167 (2022)                     | 408                | modifier les données · modifier les données |
| Mouxy                 | 73182      | Savoie      | banlieue     | 6,28             | 2 291 (2022)                      | 365                | modifier les données · modifier les données |
| Myans                 | 73183      | Savoie      | banlieue     | 3,58             | 1 294 (2022)                      | 361                | modifier les données · modifier les données |
| Porte-de-Savoie       | 73151      | Savoie      | banlieue     | 22,28            | 3 944 (2022)                      | 177                | modifier les données · modifier les données |
| Pugny-Chatenod        | 73208      | Savoie      | banlieue     | 5,36             | 1 060 (2022)                      | 198                | modifier les données · modifier les données |
| La Ravoire            | 73213      | Savoie      | banlieue     | 6,82             | 9 154 (2022)                      | 1 342              | modifier les données · modifier les données |
| Saint-Alban-Leysse    | 73222      | Savoie      | banlieue     | 8,40             | 6 589 (2022)                      | 784                | modifier les données · modifier les données |
| Saint-Baldoph         | 73225      | Savoie      | banlieue     | 6,24             | 2 827 (2022)                      | 453                | modifier les données · modifier les données |
| Saint-Cassin          | 73228      | Savoie      | banlieue     | 14,79            | 1 009 (2022)                      | 68                 | modifier les données · modifier les données |
| Saint-Jean-d'Arvey    | 73243      | Savoie      | banlieue     | 13,01            | 1 704 (2022)                      | 131                | modifier les données · modifier les données |
| Saint-Jeoire-Prieuré  | 73249      | Savoie      | banlieue     | 5,34             | 1 965 (2022)                      | 368                | modifier les données · modifier les données |
| Sonnaz                | 73288      | Savoie      | banlieue     | 6,79             | 2 106 (2022)                      | 310                | modifier les données · modifier les données |
| Tresserve             | 73300      | Savoie      | banlieue     | 2,77             | 2 927 (2022)                      | 1 057              | modifier les données · modifier les données |
| Trévignin             | 73301      | Savoie      | banlieue     | 6,89             | 861 (2022)                        | 125                | modifier les données · modifier les données |
| Verel-Pragondran      | 73310      | Savoie      | banlieue     | 6,53             | 586 (2022)                        | 90                 | modifier les données · modifier les données |
| Vimines               | 73326      | Savoie      | banlieue     | 14,23            | 2 304 (2022)                      | 162                | modifier les données · modifier les données |
| Viviers-du-Lac        | 73328      | Savoie      | banlieue     | 3,94             | 2 282 (2022)                      | 579                | modifier les données · modifier les données |
| Voglans               | 73329      | Savoie      | banlieue     | 4,62             | 1 998 (2022)                      | 432                | modifier les données · modifier les données |

## Évolution démographique
| 1968    | 1975    | 1982    | 1990    | 1999    | 2006    | 2011    | 2016    | 2022    |
| ------- | ------- | ------- | ------- | ------- | ------- | ------- | ------- | ------- |
| 111 618 | 127 475 | 137 933 | 149 944 | 164 288 | 175 158 | 181 861 | 189 063 | 200 867 |

#### Données générales
- Unité urbaine en France
- Aire d'attraction d'une ville
- Liste des unités urbaines de France

#### Données démographiques en rapport avec l'unité urbaine de Chambéry
- Aire d'attraction de Chambéry
- Arrondissement de Chambéry

#### Données démographiques en rapport avec la Savoie
- Démographie de la Savoie